# Trichempodia trifasciata
Trichempodia trifasciata är en tvåvingeart som beskrevs av Günther Enderlein 1942. Trichempodia trifasciata ingår i släktet Trichempodia och familjen Pyrgotidae.
Artens utbredningsområde är Madagaskar. Inga underarter finns listade i Catalogue of Life.